# Schwarzer Donnerstag

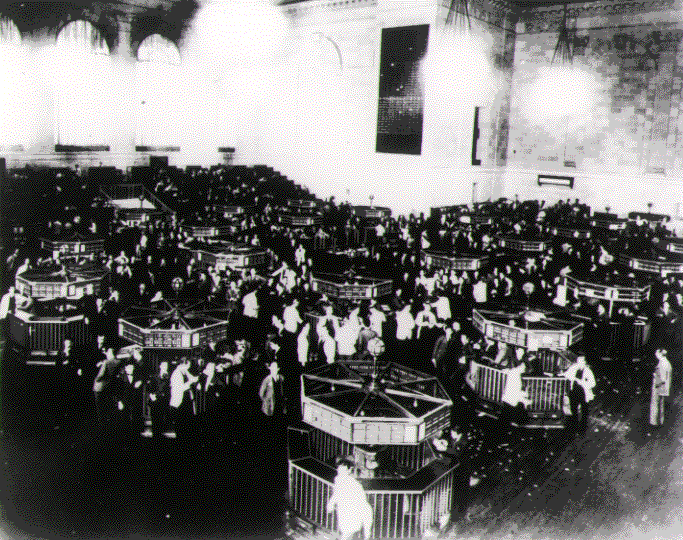
Die New York Stock Exchange sechs Monate nach dem Börsencrash 1929

Schwarzer Donnerstag (englisch Black Thursday) in Amerika, Schwarzer Freitag in Europa ist eine Bezeichnung für den 24. Oktober 1929 und den damit verbundenen folgenreichsten Börsenkrach der Geschichte. Dieser Börsencrash gilt als Auslöser der Great Depression in den USA und der Weltwirtschaftskrise. Die folgende Baisse erreichte erst 1932 ihren endgültigen Tiefpunkt.
Nachdem schon in den Vorwochen ein deutlicher Rückgang des zuvor jahrelang stark steigenden Dow-Jones-Index verzeichnet worden war, brach an diesem Tag Panik unter den Anlegern der New York Stock Exchange aus. Die Börsenkurse brachen stark ein, viele Anleger waren nach Börsenschluss hoch verschuldet. Der Crash zog sich über Tage hin. Am Schwarzen Dienstag (englisch Black Tuesday, 29. Oktober) versuchten alle Investoren gleichzeitig, ihre Aktien zu verkaufen.

## Bezeichnungen
Das gleiche Ereignis wird in Europa oft als Schwarzer Freitag bezeichnet. Dies wird häufig damit begründet, dass durch die Zeitverschiebung die Nachricht vom Crash in Amerika erst nach der abendlichen Schließung der Börsen in Europa eingetroffen sei und somit erst am nächsten Tag zur Panik an den europäischen Aktienmärkten geführt habe.
An der Berliner Börse hatte es zwei Jahre zuvor, am Freitag, dem 13. Mai 1927, plötzlich einen empfindlichen Kurseinbruch beim Aktienindex des Statistischen Reichsamtes gegeben, der ebenfalls als schwarzer Freitag bezeichnet wird. In den USA bezeichnet Black Friday den Börsencrash vom 24. September 1869.
Als Beginn des Crashs wird oft der 29. Oktober 1929 wahrgenommen, der Schwarze Dienstag (englisch Black Tuesday). Im englischen Sprachraum ist vor allem dieser Black Tuesday sprichwörtlich geworden.

## Vorgeschichte
Vorausgegangen war eine Spekulationsblase. In den 1920er Jahren hatte eine unaufhaltsam scheinende Hausse den Dow Jones auf bis zu 331 Punkte getrieben – 1923 lag er noch bei ungefähr 100. Man sprach von einer eternal prosperity – einem ewigen Wohlstand. In dieser Fehleinschätzung der Lage spekulierten nicht nur Großanleger und Firmen, auch zahlreiche Kleinanleger riskierten viel; Millionen nahmen kurzfristig hohe Kredite auf, um sich davon Aktien zu kaufen (oft galten allein die Aktien als Sicherheit), in der Hoffnung, diese mit den Gewinnen zurückzahlen zu können. Eine Börsenaufsicht und viele heute selbstverständliche Gesetze zur Regulierung existierten damals noch nicht.
Es gab Warnungen im Vorfeld (z. B. von Roger Babson), die als Schwarzmalerei abgetan wurden. Die Mehrzahl der Wirtschaftsführer und -wissenschaftler war noch Mitte Oktober davon überzeugt, dass der Höhenflug ewig weitergehen würde. Der Wirtschaftsprofessor Irving Fisher verkündete noch am 16. Oktober: „Es sieht so aus, als ob die Aktien ein dauerhaftes Hochplateau erreicht haben“. Als der Dow Jones im Oktober 1929 deutlich verlor, brach Nervosität aus: Viele begannen zu bemerken, wie hoch das Risiko war, das sie eingegangen waren. Bis zum 19. Oktober hatte der Dow Jones 15 Prozent verloren; Banken und Investmentfirmen begannen mit Stützungskäufen.

## Zusammenbruch

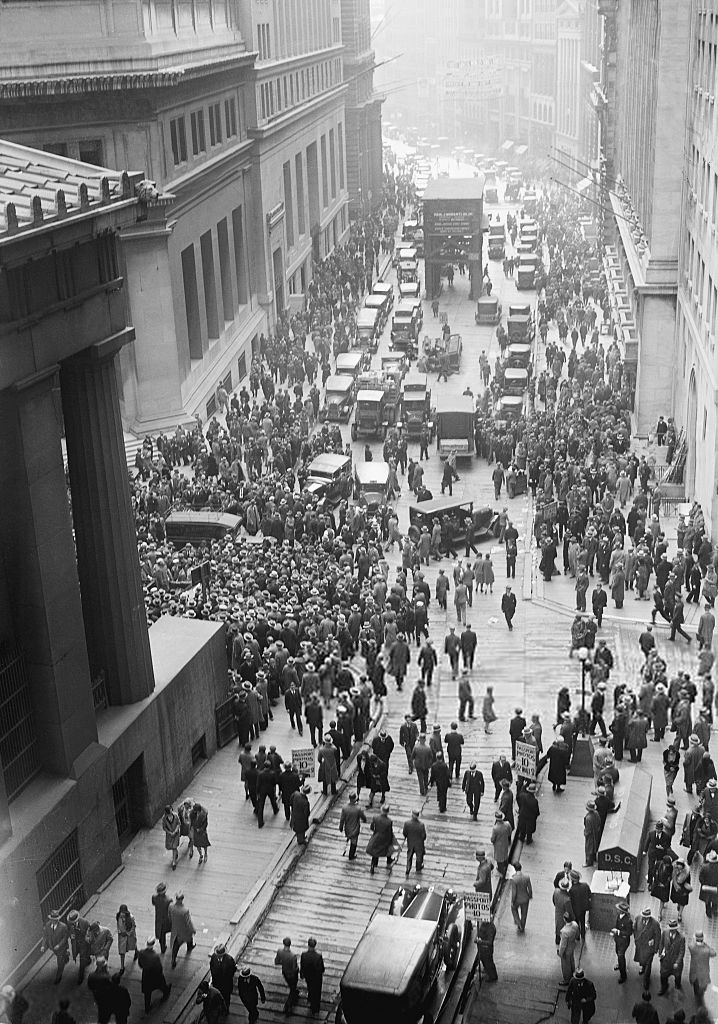
Menschenmassen an der Wall Street am selben Tag kurz nach dem Börsenkrach

Die Kleinanleger wurden sich Mitte Oktober vage der Gefahr bewusst. Die Kurse lagen zwar noch auf hohem Niveau, aber sie stagnierten. Viele erkannten, dass sie so ihre Kredite nicht würden zurückzahlen können. Der Kapitalzufluss brach ein, das Handelsvolumen nahm deutlich zu. Die gesamte Woche vor dem eigentlichen Zusammenbruch war von Hektik und Angst gekennzeichnet. Makler arbeiteten bis tief in die Nacht, und die Polizei sperrte vorsorglich die Gegend um die New York Stock Exchange ab. Am 23. Oktober lag der Dow Jones bei nur noch knapp über 300 Punkten.
Am 24. Oktober 1929 lagen die Nerven vieler Händler blank. Dennoch begann der Handel ruhig. Gegen 11 Uhr änderte sich das schlagartig – ohne klar erkennbaren Auslöser. Ein möglicher Auslöser war allerdings der Bankrott des Londoner Spekulanten Clarence Hatry, weil seinetwegen britische Kapitalien von der Wall Street zurückgezogen wurden. Massive Verkäufe brachten die Kurse in den Sturzflug. In Panik wurden viele Händler angewiesen, zu jedem Preis zu verkaufen, der Handel brach mehrfach zusammen. Zwei Stunden später war der Gesamtwert der börsennotierten Unternehmen um 11 Milliarden US-Dollar gefallen, ungefähr 1,5 % des damaligen Jahres-Bruttosozialproduktes der USA.
Die Banken versuchten, mit Hilfe beschwichtigender Meldungen und massiver Stützungskäufe die Stimmung zu beruhigen. In ihrem Auftrag sowie in dem des Verwaltungsrates erschien Richard Whitney, der damalige Vizepräsident und spätere Präsident der New Yorker Börse, persönlich und orderte etliche Aktien besonders von Spitzenpapieren über dem aktuellen Marktpreis. Sein Auftritt brachte ihm einigen Ruhm ein. Dies hatte zunächst Erfolg, der Handel schloss mit einem Verlust von gerade einmal 2,1 % bei 299 Punkten. Es waren über 13 Millionen Aktien gehandelt worden, mehr als viermal so viel wie an einem normalen Tag.
Der britische Schatzkanzler und spätere Premierminister Winston Churchill befand sich an diesem Tag zufällig als Besucher in der New Yorker Börse. In seinen Memoiren findet sich eine lebendige Schilderung dieses Schicksalstages für die westlichen Gesellschaften.
Am Freitag setzte sich der Trend unverändert fort. Die Nachricht hatte nun auch die europäischen Börsen erreicht, aber die europäischen Wertpapiermärkte reagierten zunächst eher optimistisch auf den Zusammenbruch der riesigen Spekulationsblase an der New Yorker Börse. Man erwartete, dass die amerikanischen Kreditgeber künftig ihr Geld wieder nach Europa verleihen würden, statt es, wie in den anderthalb Jahren zuvor, an der Wall Street zu investieren. Die US-Banken versuchten, weiter den Markt zu stützen, und erreichten an diesem Tag sogar ein kleines Plus – trotz eines Handelsvolumens von 8 Millionen Aktien und Kursverlusten einzelner Aktien von bis zu 30 %.
Endgültig brach der Markt erst am darauffolgenden Dienstag zusammen. Die Kurse waren zu weit gefallen, um die Kredite noch decken zu können – die Banken forderten nun ihr Geld zurück und zwangen oft die Anleger, ihre als Sicherheit hinterlegten Aktien zu verkaufen. Dies sorgte nun für massive Verkäufe zu jedem Preis, das Handelsvolumen stieg immer weiter, der Dow Jones fiel auf 260 Punkte. Die Kurse trudelten weiter nach unten, und der Kurswert der Unternehmen fiel um weitere 14 Milliarden Dollar. Am darauf folgenden Dienstag wuchs das Handelsvolumen sogar auf 16,5 Millionen, einige Aktien waren um 99 % gefallen. Einige Anleger nahmen sich das Leben. Dennoch ist es geschichtlich nicht zu belegen, dass es nach dem Crash zu einer Selbstmordwelle kam. John Kenneth Galbraith wies in seinem bekannten Werk The Great Crash 1929 sogar nach, dass die Anzahl der Selbstmorde in den Monaten Oktober und November 1929 deutlich niedriger war als in den Sommermonaten, als die Börse noch boomte.

## Folgen

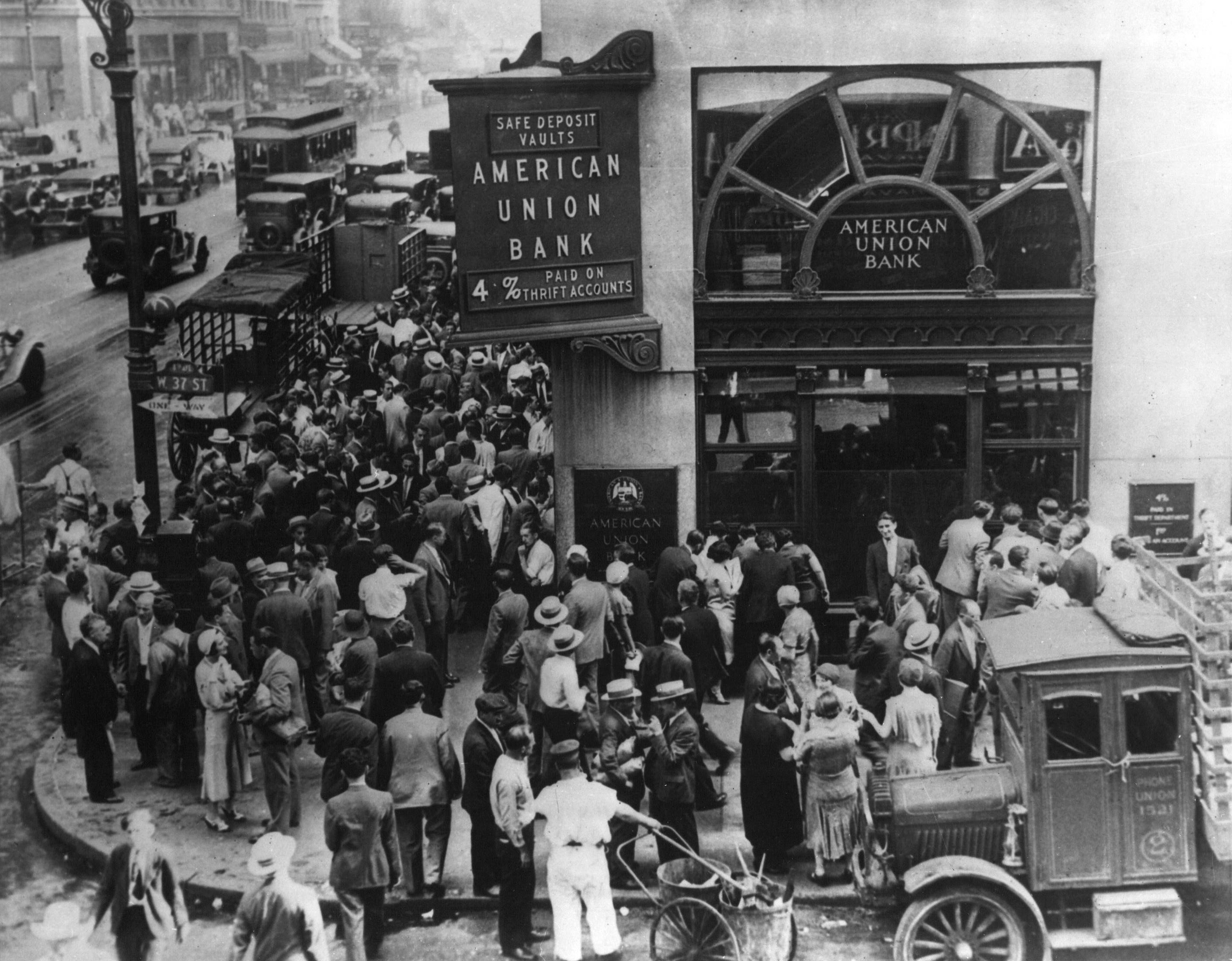
Ansturm auf die American Union Bank in New York

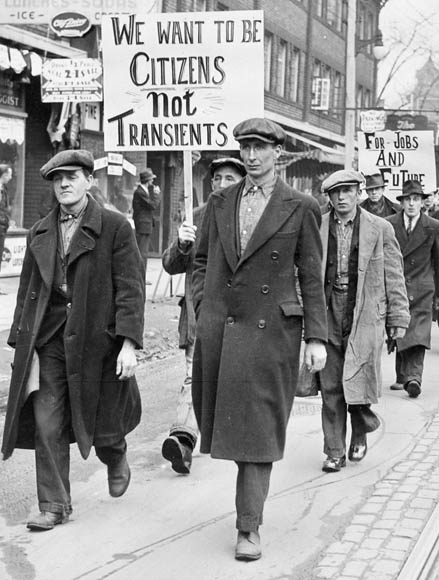
Arbeitslose marschieren durch Toronto

Die Kurse fielen noch weitere drei Wochen. Erst am 15. November stellte sich eine Seitwärtsbewegung ein, der Dow Jones stand bei ca. 180 Punkten. Einige glaubten nun, der Tiefpunkt sei erreicht, und kauften wieder mit hohem Risiko die vermeintlich billigen Aktien. Aber die Kurse fielen weiter, erst im Sommer 1932 war der Boden bei 41 Punkten erreicht – der gleiche Wert wie am 26. Mai 1896, der Erstpublizierung des Dow-Jones-Index.
Viele Anleger blieben hochverschuldet zurück, dabei auch viele Firmen, die nun Bankrott anmelden mussten. Andere Firmen hatten Kredite mit ihren eigenen Aktien gedeckt und gerieten ebenfalls in Probleme. Dies führte zu Massenentlassungen, Arbeitslosigkeit griff um sich. Die akuten Kapitalverluste, vor allem aber auch der Vertrauensverlust bei den Anlegern, machte eine Erholung der Wirtschaft schwierig.
Die im Anschluss an den Schwarzen Donnerstag durch die Fed veranlasste Geldverknappung um über 30 % führte zu einer weiteren Verschärfung der Krise und wird von Ökonomen, wie z. B. dem Alfred-Nobel-Gedächtnispreisträger für Wirtschaftswissenschaften Milton Friedman, als Katalysator für die sich anschließende Depression analysiert.
In Europa brachen ebenfalls die Aktienmärkte zusammen, etliche Vermögen wurden zerstört und Unternehmen mussten aufgeben. Die meisten europäischen Länder hatten aus der Zeit des Ersten Weltkrieges noch Schulden in den USA, die nun ihr Geld zurückzogen. Die Weltwirtschaftskrise setzte ein. Amerika traf es mit Abstand am härtesten, gemessen am Bruttosozialprodukt, welches in dieser Zeit um 28 % einbrach.
Deutschland, noch hoch verschuldet aus dem Ersten Weltkrieg und stark belastet durch die im Vertrag von Versailles festgelegten Reparationszahlungen, wurde am zweithärtesten getroffen. Die Regierung Heinrich Brünings setzte auf harte Sparpolitik; die Nachfrage brach zusammen und eine Deflation entstand. Die Arbeitslosigkeit wuchs bis 1933 auf über 30 %, mehr als die Vereinigten Staaten in der Krise hinzunehmen hatten. Nach der gerade überwundenen Hyperinflation (siehe Deutsche Inflation 1914 bis 1923) war wieder eine schwere Krise eingetreten, extremistische Parteien errangen Wahlerfolge. Die Weltwirtschaftskrise galt erst im Jahr 1933 als überwunden, als Adolf Hitler bereits an der Macht war.
Das Vertrauen gerade der Kleinanleger in die Finanzmärkte war nachhaltig erschüttert. Es dauerte bis in die 1970er-Jahre, bis diese Gruppe wieder relevante Geldmengen an die Börse brachte. Aber auch die Großanleger waren schockiert, erst 1954 erreichte der Dow Jones wieder seinen vorherigen Höchststand.
Nicht allein der Börsenkrach selbst, sondern auch dessen Vorgeschichte und natürlich die Schuldfrage, führte zu Kritik an der „Alten Garde“ - den Brokern und wohlhabenden Mitgliedern der Börse, allen voran dem inzwischen zu deren Präsidenten aufgestiegenen Richard Whitney. Im Bemühen, Gesetze zu schaffen, die die Spekulation zukünftig regulieren und eine Wiederholung des Börsenkrachs unterbinden sollten, richtete der Kongress einen Untersuchungsausschuss ein, vor dem unter anderem Whitney zwischen 1932 und 1935 mehrfach aussagen musste.
Aus der Erfahrung des Schwarzen Donnerstags erließen alle Börsen später Regeln, die bei extremem Kursverfall den Handel zeitweise aussetzen, um somit die entstehende Panik zu bändigen. Hinzu kamen weitere Restriktionen, zum Beispiel zur Kreditfinanzierung von Aktiengeschäften. Nachfolgende Börsencrashs waren daher weniger dramatisch als der Schwarze Donnerstag.